# Tomas Eitutis
Tomas Eitutis (* 13. November 1981 in Kaunas) ist ein ehemaliger litauischer Handballspieler.

## Karriere

### Verein
Der gebürtige Litauer begann zunächst bei Kaunas SM mit dem Handballsport. Als sein Trainer zum Stadtrivalen Lūšis-Akademikas Kaunas wechselte, folgte Eitutis ihm. Mit Lūšis gab er in der Saison 2000/2001 im EHF-Pokal sein internationales Debüt. Im Jahr 2004 wechselte er nach Island zum Verein HK Kópavogur. Nach seiner Zeit in Kópavogur wechselte er in die spanische Liga ASOBAL zum Verein Toledo BM. Kurz nach Beginn der Saison 2011/2012 wechselte er zum österreichischen Meister Handballclub Fivers Margareten. Gleich in der ersten Saison bei den Wienern konnte sich das Team den ÖHB-Cup sichern, dieser Erfolg konnte 2013, 2015 und 2016 wiederholt werden. 2015/16 sicherte sich der Linkshänder die österreichische Meisterschaft und beendete danach seine aktive Karriere.

### HLA-Bilanz
| Saison    | Verein                         | Spielklasse | Tore | 7-Meter | Feldtore |
| --------- | ------------------------------ | ----------- | ---- | ------- | -------- |
| 2011/12   | Handballclub Fivers Margareten | HLA         | 71   | 0       | 71       |
| 2012/13   | Handballclub Fivers Margareten | HLA         | 107  | 0       | 107      |
| 2013/14   | Handballclub Fivers Margareten | HLA         | 92   | 0       | 92       |
| 2014/15   | Handballclub Fivers Margareten | HLA         | 85   | 0       | 85       |
| 2015/16   | Handballclub Fivers Margareten | HLA         | 69   | 0       | 69       |
| 2011–2016 | gesamt                         | HLA         | 424  | 0       | 424      |

### Erfolge
- 1× Österreichischer Meister (mit dem Handballclub Fivers Margareten)
- 4× Österreichischer Pokalsieger (mit dem Handballclub Fivers Margareten)

## Privates
Tomas Eitutis ist verheiratet und hat drei Kinder. Er hat 2004 ein Bachelor-Studium an der Technischen Universität Kaunas abgeschlossen und arbeitet seit 2015 für die Europäische Handball Föderation im Marketing.